# Чиуш-Каменка
Чиуш-Каменка — упразднённая деревня в Спасском районе Пензенской области. На момент упразднения входила в Татарско-Шелдаисский сельсовет. Исключена из учётных данных в 2015 году.

## География
Находится в северо-западной части области на расстоянии приблизительно 14 километров от районного центра — Спасска. Поблизости находятся сёла Русский Пимбур, урочище Беляевка, Дубасово(Республика Мордовия).

## История
В XVII веке существовала засечная черта, защищающая Россию от набегов степных племён и народов. Она пролегала большей частью по доминирующим возвышенностям. На одной из них и поселились засечные сторожа (1665 год), дав жизнь селу Чиуш-Каменка. В окрестностях течёт река Малая Чиуш. По берегам её встречаются валуны ледникового происхождения, отсюда и произошло название: чиуш — камень. В XIX веке село насчитывало 70 дворов. В 1960-е годы село признано неперспективным. В конце 1980-х годов в нём оставалась одна семья Арзамацева Виктора Андреевича.

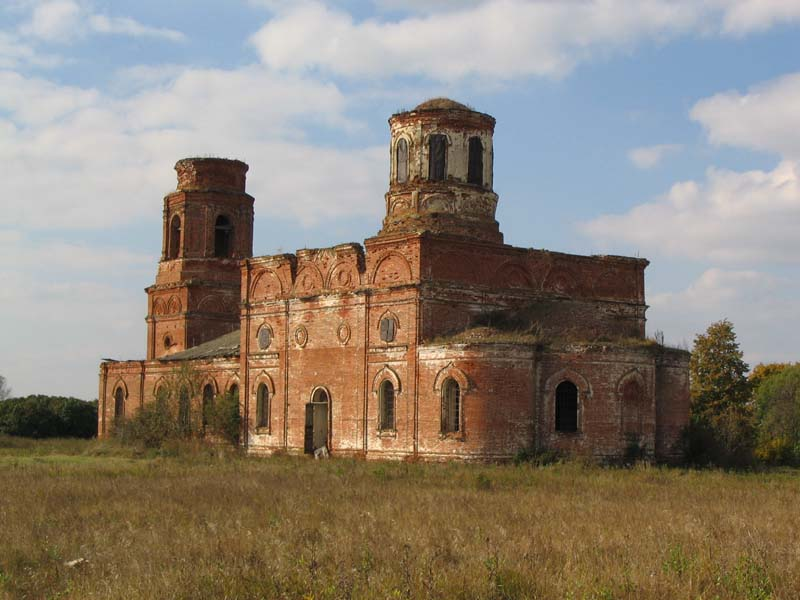
Здание церкви Николая Чудотворца

От села остался погост и руины церкви Николая Чудотворца.

## Население
| 2010 | 2012 | 2015 |
| ---- | ---- | ---- |
| 0    | →0   | →0   |